# Konstytucja dyrektorialna
Konstytucja Dyrektorialna (inna nazwa: Konstytucja roku III, fr. Constitution de l’an III) – konstytucja uchwalona przez francuski Konwent Narodowy 22 sierpnia 1795.

## Uchwalenie
Trzecia francuska konstytucja została uchwalona przez Konwent Narodowy 5 fructidora roku III (22 sierpnia 1795 r.). Jej przyjęcie było związane z obaleniem władzy jakobinów w wyniku przewrotu 9 thermidora oraz stabilizacji sytuacji wewnętrznej, która została zaprowadzona poprzez tzw. „biały terror”, czyli w istocie fizyczną eliminację części przedstawicieli jakobinów oraz siłowemu tłumieniu buntów, domagających się poprawy aprowizacji oraz wprowadzenia w życie konstytucji jakobińskiej z 1793 r. Początkowo termidorianie rozważali przywrócenie w projektowanej nowej ustawie zasadniczej monarchii konstytucyjnej, ale w obliczu śmierci Ludwika XVII oraz deklaracji werońskiej Ludwika XVIII, który zapowiedział przywrócenie stanów oraz rozprawienie się z „królobójcami”, ostatecznie odrzucono tę koncepcję.
Niemniej jednak, konstytucja dyrektorialna w zamyśle miała petryfikować stan, w którym władzę w państwie sprawuje de facto burżuazja, nawiązując tym samym do rozwiązań konstytucji z 1791 r., a zdecydowanie odrzucając idee konstytucji jakobińskiej.

## Deklaracja Praw i Obowiązków Człowieka i Obywatela
Deklaracja w zarysie nawiązywała do Deklaracji Praw Człowieka i Obywatela z 1789 r. Gwarancji poddano podstawowe prawa człowieka i obywatela, położono ponownie nacisk na istnienie trójpodziału władzy, a także jako novum wprowadzono obowiązki obywatelskie.

## Władza wykonawcza
Władza wykonawcza należała do Dyrektoriatu. Dyrektoriat był kolegialną głową państwa, złożoną z 5 dyrektorów wybieranych na pięcioletnią kadencję przez Radę Starszych spośród 10 kandydatów przedstawionych jej przez Radę Pięciuset, którzy musieli mieć ukończenie 40 lat. Obowiązywała zasada wymiany 1 dyrektora na rok. Każdy dyrektor przewodniczył Dyrektoriatowi przez okres 3 miesięcy. Dyrektoriat powoływał i odwoływał ministrów, którzy jednak byli jedynie urzędnikami i nie tworzyli rady ministrów, choć ponosili odpowiedzialność za niewykonanie ustaw i zarządzeń Dyrektoriatu. Dyrektoriat nie mógł zostać odwołany, nie ponosił odpowiedzialności politycznej przed parlamentem, ale ponosił odpowiedzialność konstytucyjną przed Najwyższym Trybunałem, w razie naruszenia konstytucji. Sam zaś nie mógł rozwiązać parlamentu ani wnieść inicjatywy ustawodawczej.

## Władza ustawodawcza
Władza ustawodawcza należała wyłącznie do dwuizbowego parlamentu, złożonego z Rady Pięciuset i Rady Starszych. Rada Pięciuset miała wyłączność inicjatywy ustawodawczej, uchwalała ustawy i wskazywała 10 kandydatów, z których Rada Starszych wybierała członków Dyrektoriatu. Rada Starszych ponadto przyjmowała bądź odrzucała w całości projekty ustaw proponowane przez Radę Pięciuset, bez prawa wnoszenia poprawek. Odrzucenie danego projektu ustawy przez Radę Starszych skutkowało niemożnością ponownego jej przedstawienia przez Radę Pięciuset przez okres 1 roku. Obie izby wybierane były w wyborach pośrednich, cenzusowych na kadencję trzyletnią, z zastrzeżeniem, że 1/3 ich składu ulegała odnowienia co roku. Obowiązywał cenzus wieku – w ramach czynnego prawa wyborczego 25 lat, w ramach biernego – do Rady 500 – 30 lat, a do Rady Starszych – 40 lat, połączony z cenzusem rodzinnym, tzn. każdy członek drugiej izby musiał być żonaty lub być wdowcem. Przywrócono również cenzus majątkowy. Pośredniość wyborów do parlamentu opierała się na dokonywaniu wyborów przez zgromadzenia elektorów, które składały się z elektorów powoływanych przez zgromadzenia pierwiastkowe w liczbie 1/200 osób.

## Władza sądownicza
Władza sądownicza należała do wybieranych na zgromadzeniach pierwiastkowych (sędziowie pokoju) oraz zgromadzeniach elektorów (sędziowie Trybunału Kasacyjnego, ławnicy, sędziowie cywilni, sędziowie karni) sędziów.
Sądzeniem osób w ramach odpowiedzialności konstytucyjnej zajmował się Najwyższy Trybunał.

## Ocena
Konstytucja dyrektorialna funkcjonowała źle. Szczególnie nietrafiona okazała się koncepcja Dyrektoriatu, który stał się areną ciągłych walk pomiędzy dyrektorami i w praktyce osłabiał władzę wykonawczą. Istotne okazało się także to, że rozwiązania wprowadzone przez tę konstytucję nie miały szerszego poparcia społecznego – sprzeciwiali się jej zarówno jakobini, jak i rojaliści.